# Linje A (Buenos Aires tunnelbana)

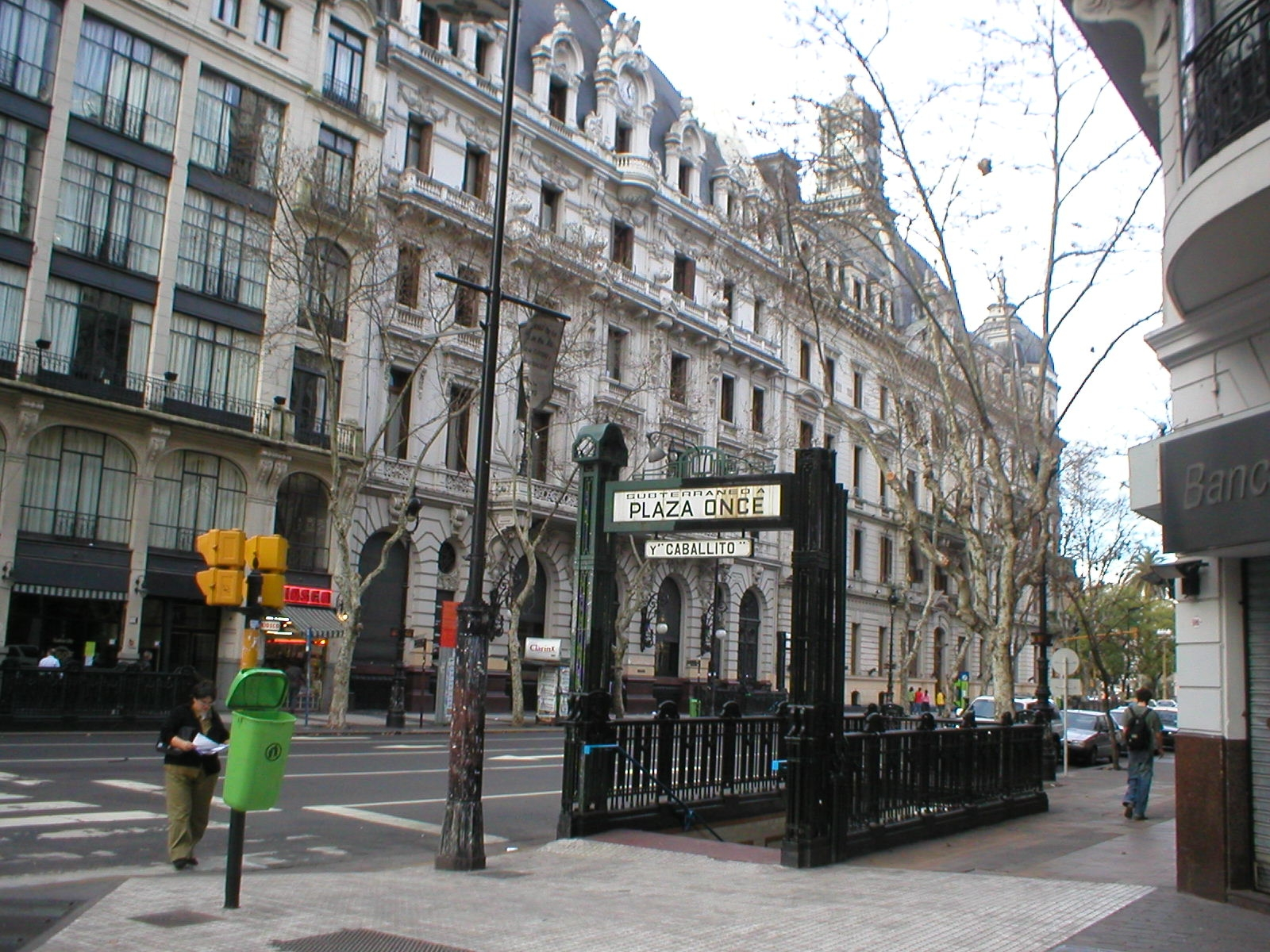
Bevarad tunnelbanenedgång på den ursprungliga linje A, stationen vid Avenida de Mayo

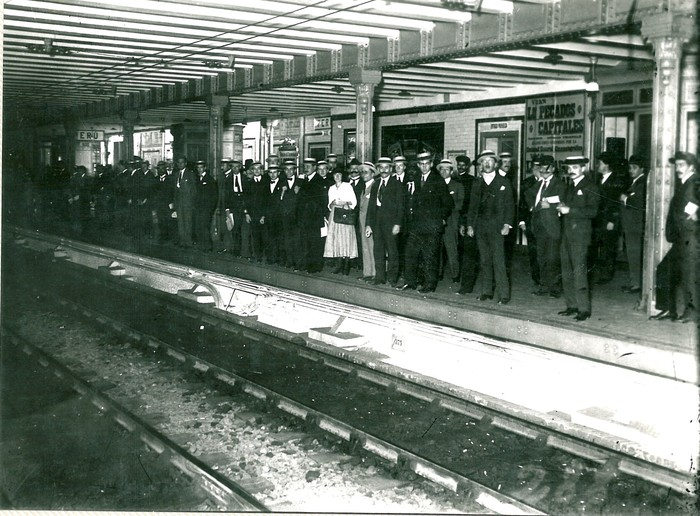
Peru station 1910-talet

Línje A invigdes den 14 december 1913 och är Buenos Aires och Latinamerikas äldsta tunnelbanelinje. Linjen sträcker sig från Plaza de Mayo i centrum till Primera Junta. Fyra nya stationer invigdes 2008-2013 på sträckan Puán - San Pedrito.
Stationer:
- Plaza de Mayo
- Perú (Bolivar (E), Catedral (D))
- Piedras
- Lima (Avenida de Mayo (C))
- Sáenz Peña
- Congreso (Congreso Nacional)
- Pasco
- Alberti
- Plaza Miserere (Once (H))
- Loria
- Castro Barros
- Rio de Janeiro
- Acoyte
- Primera Junta
- Puán
- Carabobo
- San José de Flores
- San Pedrito